# Taur, roi de la force brutale
Pour plus de détails, voir Fiche technique et Distribution.
Taur, roi de la force brutale (Taur, il re della forza bruta) est un péplum yougoslavo-italien réalisé par Antonio Leonviola et sorti en 1963.

## Synopsis
2000 av. J.-C. : le royaume de Shrupuk est envahi par les guerriers Rixos, qui tuent le roi, gardent les habitants en esclavage dans des donjons et enlèvent les deux filles du roi, Jia et Tuja. Taur, un simple berger musclé qui connaît le gendre du roi, Syros, se porte à son secours et combat les Rixos. Ceux-ci parviennent d'abord à l'arrêter ; il doit être donné en mariage à Akiba, la reine des Rixos.
Grâce à ses pouvoirs, Taur parvient à s'échapper de sa captivité malgré les mesures prises par El Kab, le conseiller rusé des Rixos, et libère Jia et Tuja. Lorsqu'il parvient, avec l'aide de quelques rebelles, à mettre en déroute les soldats de l'empire et à faire tomber Akiba de son trône, un volcan entre en éruption, faisant entrer l'empire Rixos et ses méchants dans l'histoire. Syros se révèle être le véritable prétendant au trône du peuple Rixos.

## Fiche technique
- Titre français : Taur, roi de la force brutale ou Tarzan, roi de la force brutale[1]
- Titre original italien : Taur, il re della forza bruta[2]
- Réalisateur : Antonio Leonviola
- Scénario : Antonio Leonviola, Sofia Scandurra, Silvana Zdumic, Fabio Piccioni, Sofia Scandurra
- Photographie : Guglielmo Mancori
- Montage : Renato Cinquini (it)
- Musique : Roberto Nicolosi (it)
- Décors : Luigi Scaccianoce (it)
- Costumes : Marina Arcangeli
- Production : Alfredo Guarini, Ennio De Concini
- Société de production : Coronet, Cosmopolis, Dubrava Film, Galatea Film, Italia Produzione
- Pays de production :  Italie -  Yougoslavie
- Langue originale : italien
- Format : couleur par Eastmancolor - 2,35:1 - Son mono - 35 mm
- Durée : 89 minutes
- Genre : Péplum
- Dates de sortie :
  - Italie : 30 juin 1963
  - France : 13 mai 1964

## Distribution
- Joe Robinson : Taur
- Harry Baird : Ubaratutu
- Bella Cortez : Reine Akiba
- Antonio Leonviola : El Kab
- Alberto Cevenini (it) : Syros
- Isabella Biancini (sous le nom de « Thea Fleming ») : Illa
- Carla Foscari : Ararut
- Claudia Capone : Tuja
- Erminio Spalla : Roi de Shrupuk
- Miranda Crovato : la reine
- José Torres : El Khad
- Janine Hendy : Afer

## Production
Les prises de vue en extérieur ont eu lieu en Yougoslavie ; le réalisateur Leonviola (qui joue lui-même le rôle du conseiller maléfique) a tourné Taur, roi de la force brutale en même temps que son autre film Les Gladiatrices.

## Accueil critique
Les critiques ont été pour la plupart négatives, voire destructrices : « Le manque d'imagination des scénaristes [...] triomphe une fois de plus », écrivent Ronald M. Hahn, Volker Jansen et Norbert Stresau ; le Lexikon des internationalen Films décrit le film comme un « péplum du studio de cinéma italien "Cinecittà", qui propose une fois de plus une aventure illogique et ridicule sur fond pseudo-historique » ; R. Tabes s'agace : « Le film comporte de nombreuses scènes de torture qui nous rappellent un passé récent. Quelle différence cela fait-il pour le visiteur lambda que celles-ci se déroulent dans de sombres souvenirs ou dans les terres slaves de l'antiquité ? ».